# Oto Vyskočil
Oto Vyskočil (15. března 1959 – 23. května 2013) byl český fotbalový obránce. Po skončení aktivní kariéry podnikal v autodopravě. Jeho syn Martin Vyskočil byl rovněž prvoligovým fotbalistou.

## Fotbalová kariéra
Byl odchovancem Chválkovic. Hrál za VTJ Tábor, Baník Ostrava, ŽD Bohumín, Sigmu Olomouc, ZVL Žilina, SK Uničov a v rakouských nižších soutěžích.

## Ligová bilance
| Ročník                                   | Zápasy | Góly | Klub             |
| ---------------------------------------- | ------ | ---- | ---------------- |
| 1. československá fotbalová liga 1982/83 | 26     | 0    | SK Sigma Olomouc |
| 1. československá fotbalová liga 1984/85 | 26     | 2    | SK Sigma Olomouc |
| 1. československá fotbalová liga 1985/86 | 27     | 1    | SK Sigma Olomouc |
| 1. československá fotbalová liga 1986/87 | 23     | 0    | SK Sigma Olomouc |
| 1. československá fotbalová liga 1987/88 | 7      | 0    | SK Sigma Olomouc |
| CELKEM                                   | 109    | 3    |                  |